# Abdul Aziz Abdul Ghani
Abdul Aziz Abdul Ghani (4 de julio de 1939 – 22 de agosto de 2011) fue un político Yemení que ocupó la cartera de Primer Ministro de Yemen de 1994 a 1997, bajo la Presidencia de Ali Abdullah Saleh. Ghani fue miembro del partido Congreso General del Pueblo. Ghani también ejerció el cargo del segundo Vicepresidente en la década de los 80, y como Primer Ministro de Yemen del Norte en dos ocasiones. En un primer término entre 1975 y 1980 y un segundo entre 1983 y su unificación en 1990.
Ghani consiguió su licenciatura en económicas de Colorado College en los Estados Unidos en 1962 y el doctorado en esa misma especialidad en la Universidad de Colorado en 1964.
Fue presidente del Consejo Consultivo (Consejo Shura) desde 2001 hasta su muerte en 2011.
Murió en Arabia Saudí el 22 de agosto de 2011 debido a las heridas sufridas por el atentado que en junio de ese mismo año recibió el presidente Ali Abdullah Saleh. Ghani fue la primera figura política de alto rango en morir por la explosión en la mezquita del palacio de Saleh que obligó al presidente y a varios de sus ayudantes a buscar tratamiento médico en Arabia Saudita.